# ID Prisen
ID Prisen var en årspris der uddeltes af det tidl. Dansk Designråd (nu Designrådet). Prisen blev indført i 1965 og blev givet til det bedste dansk design.
I 1980 fik ID Prisen en søsterpris, IG Prisen der blev givet som belønning for det bedste danske industrielle grafiske design.
I 2000 blev ID Prisen og IG Prisen sammenlagt til Den Danske Designpris.

## Prismodtagere
Denne liste er ufuldstændig; hjælp gerne med at udfylde den.
- 1965: Fajancestellet Blåkant for Aluminia. Design: Grethe Meyer
- 1967: Pumpe fra Grundfos. Design: Poul Due Jensen
- 1967: Cylinda-Line for Stelton. Design: Arne Jacobsen
- 1969: Kevi-hjulet. Design: Jørgen Rasmussen, Ib og Jørgen Rasmussens Tegnestue for Kevi A/S
- 1970: ''Hank'' porcelænsstel. Design: Erik Magnussen for Bing & Grøndahl A/S
- 1971: Flipperjollen. Design: Peer Bruun, arkitekt og bådkonstruktør Flipper Socw, Kvistgaard
- 1975: Beslag. Design: Knud Holscher
- 1976: Stentøjsserien Ildpot for Royal Copenhagen. Design: Grethe Meyer
- 1977: Grinden, IOR Halvtonner sejlbåd. Design: Peter Bruun, bådkonstruktør
- 1977: Ventilation. Design: Knud Holscher
- 1977: Vacuum-kande for Stelton. Design: Erik Magnussen
- 1977: Kompan legeredskaber. Design: Tom Lindhardt for Kompan Multikunst Design A/S
- 1978: H. & S. byggekomponenter. Design: Knud Holscher
- 1981: Diagnoseudstyr for Novo Dianostic System A/S Design: Dissing+Weitling
- 1984: Gevindmåler. Design: Leif G. Larsen for Leitech[2]
- 1985: Margretheskålen. Design: Acton Bjørns og Sigvard Bernadottes tegnestue for Rosti
- 1986: Conveen uristomipose. Design: Henning Andreasen for Coloplast AS
- 1986: Haugensen-bordet. Design: Niels Jørgen Haugesen
- 1987: X-line-stolen. Design: Niels Jørgen Haugesen
- 1988: Danwin. Design: Jørn Blinkenberg Willadsen og Bjørn Rønne
- 1987: Salatskål for Stelton. Design: Erik Magnussen
- 1989: Air-Titanium brillesystem for Lindberg Optik. Design: Dissing+Weitling
- 1989: Hope LX 170 LaseXposer. Design: Hope Computer ved Thure Barsøe-Carnfeldt
- 1990: NovoLet insulinpen. Design: Steve McGugan for Pharma-Plast, Novo Nordisk
- 1991: Skagen-karmstol. Design: Jørgen Gammelgaard og Børge Schiang
- 1995: Trinidad-stolen. Design: Nanna Ditzel
- 1997: Orbit blokke. Design: Gert Frederiksen
- 2000: Øresundstoget. Design: DSB v/ Pia Bech Mathiesen, ADtranz og 11 Danes